# Animotion
Animotion ist eine 1983 gegründete US-amerikanische New-Wave- und Synthie-Pop-Band aus Los Angeles.

## Geschichte
Die Gruppe wurde von Astrid Plane und Charles Ottavio gegründet, die zuvor Mitglieder der aufgelösten Retro-Science-Fiction-Band Red Zone waren. Zwei weitere Mitglieder wurden die ehemaligen Bandkollegen, der Keyboarder Paul Antonelli und der Drummer Frenchy O’Brien. Charles Ottavio wechselte den Managerposten gegen das Bassinstrument ein, während Astrid Plane weiterhin die Gesangsparts übernahm und den Bandnamen entwarf. Larry Ross von CBS Records wurde Manager der Band. Er war es auch, der mit Bill Wadhams einen zweiten Sänger für die Band verpflichten konnte.
Die Band unterschrieb 1984 einen Plattenvertrag bei Polygram Records. Kurz nach Vertragsabschluss erschien Ende 1984 das Album Animotion. Die darauf befindliche Hitsingle Obsession kam im Herbst 1984 in die Läden und wurde ihr erster Top-10-Hit. Ursprünglich schrieben Michael Des Barres und Holly Knight den Titel. Zur selben Zeit trennten sich Paul Antonelli und der Drummer Frenchy O’Brian von der Band.
Der Gitarrist Don Kirkpatrick kam Anfang 1986 neu hinzu. Mit ihm wurde das nächste Album Strange Behavior eingespielt, das im Frühjahr 1986 auf den Markt kam. Von dieser LP kam als Vorabsingle der Titel I Engineer heraus, der in Deutschland mit Platz 2 in den Charts zu ihrem größten Singleerfolg wurde. Auch in anderen europäischen Ländern war das Lied erfolgreich, in den USA erreichten sie allerdings nur hintere Chartplatzierungen.
Von 1986 bis 1987 war die Band hauptsächlich mit Live-Auftritten aktiv. Sie spielten unter anderem mit Depeche Mode, Eurythmics, Genesis, Howard Jones, INXS, Phil Collins sowie Simply Red und waren in diversen TV-Shows zu Gast, drehten Videos oder gaben Interviews. 1987 präsentierten Bill Wadhams und Astrid Plane gemeinsam mit Diana Ross die American Music Awards.
Im Sommer 1988 verließen die beiden Sänger Bill Wadhams und Astrid Plane die Band, woraufhin sich Animotion auflöste.
Bereits Ende 1988 fand mit einer Neubesetzung mit dem Keyboarder Gregory Smith, dem Schlagzeuger Jim Blair sowie den Sängern Paul Engemann und Cynthia Rhodes eine Wiedervereinigung der Band statt. Die Gruppe konnte jedoch nicht mehr an die früheren Erfolge anknüpfen. Im Frühjahr 1989 gelang mit dem Lied Room to Move aus dem Soundtrack des Films Meine Stiefmutter ist ein Alien dennoch ein Überraschungshit. Die Single kletterte bis auf Platz 9 der US-Billboard-Charts. Anfang 1990 löste sich die Band erneut auf.
Am 8. Februar 2001 gab Bill Wadhams bekannt, dass sich Animotion erneut wiedervereinigen würde. Die Band trat seitdem bei verschiedenen Konzerten und Shows auf.

## Rezeption
Matthew Rettenmund, Autor des Buches Totally Awesome 80s, kürte die Single Obsession auf Platz #3 der wichtigsten Lieder der 1980er-Jahre. Den Bandnamen bezeichnete er als zweitbesten desselben Jahrzehnts.

## Diskografie

### Studioalben
| Jahr | Titel Musiklabel            | Höchstplatzierung, Gesamtwochen, AuszeichnungChartplatzierungen (Jahr, Titel, Musiklabel, Platzierungen, Wochen, Auszeichnungen, Anmerkungen) | Höchstplatzierung, Gesamtwochen, AuszeichnungChartplatzierungen (Jahr, Titel, Musiklabel, Platzierungen, Wochen, Auszeichnungen, Anmerkungen) | Höchstplatzierung, Gesamtwochen, AuszeichnungChartplatzierungen (Jahr, Titel, Musiklabel, Platzierungen, Wochen, Auszeichnungen, Anmerkungen) | Höchstplatzierung, Gesamtwochen, AuszeichnungChartplatzierungen (Jahr, Titel, Musiklabel, Platzierungen, Wochen, Auszeichnungen, Anmerkungen) | Höchstplatzierung, Gesamtwochen, AuszeichnungChartplatzierungen (Jahr, Titel, Musiklabel, Platzierungen, Wochen, Auszeichnungen, Anmerkungen) | Anmerkungen                                                                        |
| Jahr | Titel Musiklabel            | DE | AT | CH | UK | US | Anmerkungen                                                                        |
| ---- | --------------------------- | --- | --- | --- | --- | --- | ---------------------------------------------------------------------------------- |
| 1984 | Animotion Mercury           | — | — | — | — | US28 (30 Wo.)US | Erstveröffentlichung: 1984 In Kanada als The Language of Attraction veröffentlicht |
| 1986 | Strange Behavior            | DE14 (19 Wo.)DE | — | CH21 (4 Wo.)CH | — | US71 (14 Wo.)US | Erstveröffentlichung: 1986                                                         |
| 1989 | Animotion Polydor           | — | — | — | — | US110 (17 Wo.)US | Erstveröffentlichung: 1989                                                         |
| 2016 | Raise Invisible Hands Music | — | — | — | — | — | Erstveröffentlichung: 20.01.2016                                                   |

### Kompilationen
- 1996: Obsession: The Best of Animotion
- 1998: Obsession
- 2006: 20th Century Masters: The Best of Animotion

### Singles
| Jahr | Titel Album                      | Höchstplatzierung, Gesamtwochen, AuszeichnungChartplatzierungen (Jahr, Titel, Album, Platzierungen, Wochen, Auszeichnungen, Anmerkungen) | Höchstplatzierung, Gesamtwochen, AuszeichnungChartplatzierungen (Jahr, Titel, Album, Platzierungen, Wochen, Auszeichnungen, Anmerkungen) | Höchstplatzierung, Gesamtwochen, AuszeichnungChartplatzierungen (Jahr, Titel, Album, Platzierungen, Wochen, Auszeichnungen, Anmerkungen) | Höchstplatzierung, Gesamtwochen, AuszeichnungChartplatzierungen (Jahr, Titel, Album, Platzierungen, Wochen, Auszeichnungen, Anmerkungen) | Höchstplatzierung, Gesamtwochen, AuszeichnungChartplatzierungen (Jahr, Titel, Album, Platzierungen, Wochen, Auszeichnungen, Anmerkungen) | Anmerkungen                             |
| Jahr | Titel Album                      | DE | AT | CH | UK | US | Anmerkungen                             |
| ---- | -------------------------------- | --- | --- | --- | --- | --- | --------------------------------------- |
| 1984 | Obsession Animotion              | DE8 (16 Wo.)DE | AT17 (4 Wo.)AT | — | UK5 (13 Wo.)UK | US6 (24 Wo.)US | Erstveröffentlichung: 23. November 1984 |
| 1985 | Let Him Go Animotion             | DE41 (7 Wo.)DE | — | — | UK78 (4 Wo.)UK | US39 (13 Wo.)US | Erstveröffentlichung: 1984              |
| 1986 | I Engineer Strange Behavior      | DE2 (18 Wo.)DE | AT19 (4 Wo.)AT | CH6 (10 Wo.)CH | — | US76 (6 Wo.)US | Erstveröffentlichung: 28. März 1986     |
| 1986 | I Want You Strange Behavior      | DE27 (7 Wo.)DE | — | — | — | US84 (4 Wo.)US | Erstveröffentlichung: 1986              |
| 1989 | Room to Move Animotion           | — | — | — | UK87 (2 Wo.)UK | US9 (18 Wo.)US | Erstveröffentlichung: Februar 1989      |
| 1989 | Calling It Love Strange Behavior | — | — | — | — | US53 (9 Wo.)US | Erstveröffentlichung: 1989              |

Weitere Singles
- 1986: Strange Behavior

## Auszeichnungen für Musikverkäufe
| Goldene Schallplatte - Kanada - 1985: für die Single Obsession - 1985: für das Album The Language Of Attraction |

| Land/RegionAuszeichnungen für Musikverkäufe (Land/Region, Auszeichnungen, Verkäufe, Quellen) | Gold     | Platin | Verkäufe | Quellen         |
| -------------------------------------------------------------------------------------------- | -------- | ------ | -------- | --------------- |
| Kanada (MC)                                                                                  | 2× Gold2 | —      | 100.000  | musiccanada.com |
| Insgesamt                                                                                    | 2× Gold2 | —      |          |                 |